# EulerOS
EulerOS és una distribució comercial del Linux desenvolupada per Huawei, basada en el codi font del CentOS i optimitzada per a l'ús en servidors amb processadors ARM64. EulerOS, de Huawei, fou publicada el setembre del 2019 i va anunciar a Gitee la publicació del codi font a principis del 2020. L'empresa també va publicar una versió comunitària d'EulerOS, OpenEuler, juntament amb el codi font a Gitee.